# 제11회 대구단편영화제
제11회 대구단편영화제는 2010년 8월 18일에 열린 시상식이다.

## 수상 및 후보

### 대상
- 사과 - 정철 수상

### 우수상
- 아버지의 이름으로 - 손종규 수상

### 촬영상
- 단풍맞이 단합대회 - 이형빈 수상

### 애플시네마 대상
- 덕희 마릴린 - 김헌 수상

### 애플시네마 우수상
- 정전 - 김홍완 수상

### 본선경쟁작
- 확대 - 조현열
- 통로 - 이태안
- 길을 묻습니다 - 서현정
- 심심한 여자 - 최영림
- 내 맘도 몰라주고 - 장은연
- 관계자 외 출입금지 - 이재호
- 몰디브 환상특급 - 신수아
- 더러운 피 - 최선영
- Birthday Party - 조주상
- 도와줄까 - 강민우
- 여우비 - 김우식
- 결정적 순간 - 박정한
- 인비져블 2: 귀신 소리 찾기 - 유준석
- 보민이 - 김방현
- 꽃님이 - 정동락
- 아따쿨 - 이희찬
- 나프탈렌이 되어줄래? - 김용삼

### 초청작
- 텔레비전의 봉인을 풀어라 - 전병덕
- 간만에 나온 종각이 - 이상근
- 116 - 미야케 노부유키
- 백년해로외전 - 강진아
- 콘보이 - 배상철
- 더 브라스 퀸텟 - 유대얼
- 파마 - 이란희
- 레분 - 타카하시 코야
- 이공계소년 - 우문기
- 팬티의 꽃 - 오구리 하루히
- 저주의 기간 - 허정
- RE:Map - 요리야스
- 하우스 패밀리 - 오상호
- 그림자 - 가와세 나오미